# Кампандре Валконгрен
Кампандре Валконгрен (фр. Campandré-Valcongrain) насеље је и општина у северној Француској у региону Доња Нормандија, у департману Калвадос која припада префектури Кан.
По подацима из 2011. године у општини је живело 109 становника, а густина насељености је износила 16,59 становника/km². Општина се простире на површини од 6,57 km². Налази се на средњој надморској висини од 352 метара (максималној 334 m, а минималној 123 m).

## Демографија
| 1962. | 1968. | 1975. | 1982. | 1990. | 1999. | 2011. |
| ----- | ----- | ----- | ----- | ----- | ----- | ----- |
| 108   | 111   | 98    | 98    | 80    | 87    | 109   |

График промене броја становника у току последњих година